# فرانز بكنباور
فرانز أنطون بكنباور (11 سبتمبر 1945 – 7 يناير 2024) هو لاعب ومدرب كرة قدم ألماني، لُقب بالقيصر. يُنظر إليه على نطاق واسع باعتباره أحد أعظم وأكثر اللاعبين تأثيرًا في التاريخ، وكان بكنباور لاعبًا متعدد المهارات بدأ كلاعب خط وسط، لكنه صنع اسمه في مركز قلب الدفاع. مع نجاحه على مستوى الأندية والمستوى الدولي، أصبح واحدًا من تسعة لاعبين فازوا بكأس العالم، وكأس أبطال أوروبا، والكرة الذهبية.
حصل بكنباور على لقب أفضل لاعب كرة قدم في أوروبا مرتين، حيث ظهر 103 مرَّات مع منتخب ألمانيا الغربية، ولعب في ثلاث نهائيات لكأس العالم وبطولتين لأوروبا. وهو واحد من ثلاثة لاعبين إلى جانب البرازيلي ماريو زاغالو والفرنسي ديدييه ديشامب فازوا بكأس العالم لاعبين ومدرِّبين. رفع بكنباور كأس العالم قائدًا لمنتخب ألمانيا في عام 1974، وكرر هذا الإنجاز مدربًا في عام 1990. وكان أولَ قائد يرفع كأس العالم وبطولة أوروبا على المستوى الدولي وكأس أوروبا على مستوى الأندية.
اختِيرَ ضمن فريق القرن العشرين العالمي في عام 1998، وفي فريق أحلام كأس العالم لكرة القدم في عام 2002، وفي فريق أحلام الكرة الذهبية في عام 2020. وأدرجته الفيفا عام 2004 في قائمة أفضل 100 لاعب في العالم.
على مستوى الأندية مع بايرن ميونخ، فاز بكنباور بكأس الكؤوس الأوروبية عام 1967، وبثلاث كؤوس أوروبية متتالية من 1974 إلى 1976. هذا الإنجاز الأخير جعله أولَ لاعب يفوز بثلاث كؤوس أوروبية وهو قائد لناديه. أصبح مديرًا للفريق ثم رئيسًا لبايرن ميونيخ لاحقًا. بعد (فترتين) مع نيويورك كوزموس، أُدرج في قاعة مشاهير كرة القدم الوطنية الأمريكية.
قاد بكنباور عرض ألمانيا الناجح لاستضافة كأس العالم لكرة القدم 2006، ورأسَ اللجنة المنظمة. عمل محللًا في قناة سكاي ألمانيا، وعلى مدار 34 عامًا عمل كاتبَ عمود في صحيفة بيلد الشعبية حتى عام 2016. في أغسطس 2016، أُعلنَ التحقيقُ مع بكنباور بتهمة الاحتيال وغسل الأموال فيما يتعلق بكأس العالم 2006. ثم أُغلق التحقيق دون حكم قضائي في عام 2020 مع انتهاء مدَّة التقادم.

## الإنجازات الدولية

بكنباور يرفع كأس العالم لاعبًا عام 1974م

- أحرز مع المنتخب الألماني لكرة القدم بطولة كأس العالم سنة 1974
- وصل مع منتخب بلاده نهائي بطولة كأس العالم سنة 1966
- أحرز مع منتخب بلاده بطولة كأس الأمم الأوروبية سنة 1972
- أحرز مع فريقه بايرن ميونخ بطولة دوري أبطال أوروبا ثلاثة أعوام متتالية 1974 و1975 و1976
- أحرز مع فريقه بايرن ميونخ بطولة كأس الكؤوس الأوروبية سنة 1967

## الإنجازات المحلية
- أحرز مع بايرن ميونخ بطولة الدوري الألماني البوندسليغا أعوام 1969 و1972 و1973 و1974
- أحرز مع فريقه هامبورغ بطولة الدوري الألماني البوندسليغا عام 1982
- أحرز مع فريقه بايرن ميونخ كأس ألمانيا الغربية أعوام 1966 و1967 و1969 و1971
- أحرز مع فريقه نيويورك كوزموس دوري الولايات المتحدة أعوام 1977 و1978 و1980

## إنجازاته مع المنتخب الوطني
قاد منتخب ألمانيا الغربية مدرِّبًا من عام 1984 إلى 1990
- حقق كأس العالم لكرة القدم 1990
- عدد مبارياته مدربًا لألمانيا: 66 مباراة
- عدد الانتصارات: 35 انتصارًا
- عدد الهزائم: 13 هزيمة
- عدد التعادلات: 18 تعادلًا
- الأهداف التي سجلها فريقه: 107 أهداف
- الأهداف التي سُجلت على فريقه: 61 هدفًا

## مسيرته
قاد بلاده إلى النصر في بطولة أوروبا سنة 1972 وبطولة كأس العالم 1974. تحلى بالمقدرة على التسديد من مواضع متقدمة وتسجيل الأهداف. بكنباور الذي اختير أفضل لاعب في أوروبا عام 1972 و1976 انتقل إلى الولايات المتحدة ليلعب لنادي نيويورك كوزموس سنة 1977 ثم عاد مع نادي هامبورغ.

## معلومات عن اللاعب
- يُعد من أفضل مدافعي العالم في التاريخ.
- زادت شهرته كثيرًا بعد فوزه بكأس العالم لاعبًا ومدربًا، وقد نظَّم بطولة كأس العالم عام 2006.
- رفع كأس العالم لاعبًا عام 1974. ثم رفع الكأس مرة أخرى مدربًا لمنتخب بلاده في نهائيات عام 1990 بإيطاليا أمام الأرجنتين؛ ليكون الوحيدَ مع البرازيلي ماريو زاغالو، والفرنسي ديدييه ديشامب، يفوز بكأس العالم لاعبًا ثم مدربًا.
- أُوكلت لبكنباور مهمة تنظيم كأس العالم لكرة القدم 2006 في بلاده ألمانيا، فرأسَ اللجنة المنظمة العليا.
- في 13 يونيو 2014 قرَّرت لجنة القيم بالاتحاد الدَّولي لكرة القدم فيفا، إيقاف بكنباور عن ممارسة أي نشاط متعلق بكرة القدم مدَّة 90 يومًا؛ لعدم تعاون بكنباور في التحقيقات الجارية بشأن التصويت لاختيار قطر لتنظيم بطولة كأس العالم عام 2022.[18]

## وفاته
توفي فرانز بكنباور يوم الأحد 7 يناير 2024 عن عمر ناهز الثامنة والسبعين عامًا، بعد صراع مع المرض جعله يبتعد عن الظهور في آخر عمره.

## وصلات خارجية
- فرانز بكنباور على موقع IMDb (الإنجليزية)
- فرانز بكنباور على موقع الموسوعة البريطانية (الإنجليزية)
- فرانز بكنباور على موقع روتن توميتوز (الإنجليزية)
- فرانز بكنباور على موقع مونزينجر (الألمانية)
- فرانز بكنباور على موقع ألو سيني (الفرنسية)
- فرانز بكنباور على موقع ميوزك برينز (الإنجليزية)
- فرانز بكنباور على موقع أول موفي (الإنجليزية)
- فرانز بكنباور على موقع قاعدة بيانات الأفلام السويدية (السويدية)
- فرانز بكنباور على موقع ديسكوغز (الإنجليزية)
- فرانز بكنباور على موقع قاعدة بيانات الفيلم (الإنجليزية)
- فرانز بكنباور على موقع الاتحاد الدولي (مؤرشف)  (الإنجليزية)
- فرانز بكنباور على موقع الاتحاد الأوربي (الإنجليزية)
- فرانز بكنباور على موقع قاعدة بيانات كرة القدم.إي يو (الإنجليزية)
- فرانز بكنباور على موقع بيانات كرة القدم. دي إي (الألمانية)
- فرانز بكنباور على موقع ناشيونال فوتبول تيمز (الإنجليزية)
- فرانز بكنباور على موقع Soccerway.com (الإنجليزية)
- فرانز بكنباور على موقع عالم كرة القدم.نت (الإنجليزية)